# Saint-Pierre-la-Roche

Saint-Pierre-la-Roche este o comună în departamentul Ardèche din sud-estul Franței. În 1 ianuarie 2022 avea o populație de 63 de locuitori.